# SCAEP Giurgiu Port
SCAEP Giurgiu Port este un operator portuar din România.
Înainte de 1990 compania a aparținut grupului de exploatare flotă și porturi (GEFP) NAVROM - Giurgiu.
În 1990 acest grup devine Compania pentru Navigație Fluvială GIURGIU NAV - societate comercială pe acțiuni cu sediul principal in Giurgiu.
În 1991 această companie este divizată în trei societăți: CNF "GIURGIU NAV" SA — CN "APDF" SA GIURGIU — și SCAEP GIURGIU PORT SA - societate comercială pe acțiuni pentru exploatare portuară cu capital integral privat.
Deși inițial a fost înființată ca o societate de exploatare portuară, SCAEP Giurgiu Port SA și-a completat în timp domeniul de activitate cu: transport fluvial de mărfuri, extracție nisipuri și pietrișuri, depozitare cereale în silozuri.
În structura acționariatului Giurgiu Port se regăsesc firmele Theos Enterprises, cu 30,76% din titluri, White Sands International din Del Mar din SUA, care controlează 30%, și Turquise Waters, cu o participație de 16,08%.